# Зміївський ліцей №1 імені З. К. Слюсаренка
Зміївськи́й ліце́й №1 ім. З. К. Слюсаре́нка (повна назва — Зміївський ліцей №1 імені двічі Героя Радянського Союзу З. К. Слюсаренка Зміївської районної ради Харківської області) — середній навчальний заклад І—ІІІ ступенів акредитації. Опорна школа Зміївського району Харківської області України.

## Історія

### Заснування навчального закладу
1868 р. у Зміївському повітовому училищі було відкрито відділ для дівчат. Попечительска рада училища звернулася до дійсного статського радника Дмитра Андрійовича Донець-Захаржевського, який пожертвував 5 000 руб. Завдяки цьому колишній відділ для дівчаток було перетворено на самостійне училище. Разом з цим, згідно з бажанням мецената та імператорським указом, 2 серпня 1868 р. училищу була присвоєна назва Жіноче училище дійсного статського радника Донець-Захаржевського.
10 серпня 1868 р. його було перетворено в училище 2-го розряду. За положенням від 10 травня 1860 р. усі жіночі училища поділялися на училища 1-го розряду з 6-річним терміном навчання та 2-го розряду з 3-річним терміном. Далі згідно з імператорським наказом 1870 р. усі жіночі училища 2-го розряду перетворювалися на прогімназії. 1871 р. було утворено  Зміївську жіночу прогімназію. У прогімназіях було чотири класи. За навчальними планами та програмами вони були такими ж, як і відповідні класи гімназій. Тому особи, що завершили курс навчання у прогімназії, приймалися до гімназій без іспитів. Навчали у той час за класичною програмою прогімназії. Тут викладалися Закон Божий, російська мова, арифметика, географія, історія, чистописання, рукоділля та співи.

### Зміївська жіноча земська гімназія
1911 р. Зміївська земська Олександрівська жіноча прогімназія була реорганізована у гімназію. Термін навчання у гімназіях складав вісім років (1875 р. додався 8-й, педагогічний клас). Випускниці гімназії отримували звання домашніх вчительок (або наставниць, якщо завершували навчання з медаллю) та мали право працювати вчителями початкових класів. При бажанні випускниці гімназії могли вступити до вищих жіночих курсів. Більша частина педагогічного кадру Зміївської жіночої гімназії – її колишні вихованки, позаяк місцеве земство під час затвердження кандидатур на посади учителів надавало перевагу саме їм (навіть, якщо були більш підготовлені).

### Зміївська семирічна трудова школа №1
На початку 1920–1921 навчального року Зміївська жіноча 8-класна гімназія була реорганізована у трудову семирічну школу №1. Восьмий її клас було перетворено на однорічні педагогічні курси. Пізніше ця школа отримала найменування на честь вчителя математики Олександри Михайлівни Іванущенко, яка була закатована у 1918 р. німецькими окупантами.
У 1929–1930 н. р. у Зміївській семирічній школі №1 було 36 класів, в яких навчалися 1 332 учня. Заняття проходили у дві зміни.
На базі школи працювали курси ліквідації неписьменності. 1929 р. у Змієві було прийнято рішення про створення надзвичайної комісії, яку очолювали голова районної ради депутатів Федоров, завідувачі відділу народної освіти Пасько і Медвідь, відповідальним секретарем призначено Михайла Спиридоновича Фарбу. 1927 р. у Змієві було відкрито Будинок культури. На відкриття приїхав секретар ЦК КП(б)У та Харківського окружкому П. П. Постишев. За самовіддану працю у ліквідації неписьменності колектив Зміївської школи №1 був премійований кіноапаратурою.

### Зміївська десятирічна школа №1
1932–1933 навчального року на базі Зміївської семирічної трудової школи №1 було відкрито середню десятирічну школу. 1937 р. відбувся перший випуск учнів 10-го класу.
У цей період за досягнення у галузі народної освіти були нагороджені учителі: О. В. Синявін - орденом Леніна, О. П. Маслєєв – орденом «Знак Пошани», а учителю А. А. Кузьминській присвоєне звання «Заслужений учитель УРСР».
Напередодні Великої Вітчизняної війни у школі навчалося 705 чоловік. Загалом, до початку війни Зміївська десятирічна школа №1 підготувала 5 випусків учнів.
22 червня 1941 року Зміївська школа №1 випускала два десятих класи: А та Б. Відразу після випускного вечора колишні учні обох класів всім загалом разом із директором Тимофієм Юхимовичем Скибою та завучем Іваном Яковичем Ляшенком пішли добровольцями на фронт.
У вересні 1941 року учні Зміївської школи №1, разом з учнями інших шкіл району були евакуйовані до 16-го аулу Сирдар’їнського району Кзил-Ординської області Казахської РСР.
Після звільнення Змієва навчання у школі відновилося 1 вересня 1943 року. У 1944–1946 рр. з ініціативи Зміївського райкому КП(б)У колективи підприємств та установ брали шефство над школами, готували до занять нові класи. 1944 року школі була виділена ділянка землі біля річки Сіверський Донець, де учні під керівництвом Ганни Олексіївни Любченко вирощували овочі, проводили досліди і тричі ставали дипломантами Всесоюзної сільськогосподарської виставки (1955, 1956, 1957 рр.).
Влітку 1956 р. Харківський державний історичний музей проводив розкопки в урочищі Сердюково-2 неподалік села Лиман. У розкопках брали участь школярі навчальних закладів Харкова, Чугуєва та учні Зміївської школи №1. Школярі виконували всі роботи, необхідні в умовах стаціонарних археологічних розкопок. Вони брали участь у топографічній зйомці поселення, проводили нівелювання розкопів, копали і т. п. Зокрема, учні Зміївської школи №1 знайшли поховання скіф'янки із залишками поховального інвентаря, а також скелет та глиняний сосуд з поховання салтівської археологічної культури. На даному багатошаровому поселенні розкопки тривали протягом 1956–1960 рр.

### Зміївська трудова політехнічна  одинадцятирічна школа №1
У 1962 р. школа стає трудовою політехнічною з 11-річним терміном навчання. Учні разом з атестатом про середню освіту одержують документ про професію маляра, штукатура, механізатора, вихователя дитячого садочка. Силами учнів було збудовано приміщення слюсарної та столярної майстерень по вулиці Калініна (зараз – приміщення окремих гуртків Центру дитячої та юнацької творчості). Із 1966 р. школа знову стала середньою загальноосвітньою з 10-річним терміном навчання.
За виявлення творчої ініціативи в розвитку народної освіти завуч школи учитель російської мови і літератури Євдокія Василівна Горічєва була нагороджена орденом Трудового Червоного Прапора.

### Готвальдівська десятирічна школа №1 ім. З. К. Слюсаренка
За значну пошукову роботу, що проводив шкільний історико-краєзнавчий музей, Рада Міністрів Української РСР видала Наказ від 15 травня 1988 р. про присвоєння школі імені нашого земляка, двічі Героя Радянського Союзу З. К. Слюсаренка.

### Ліцей №1 міста Змієва
Часи активного розвитку незалежної Української держави, нові соціально-економічні умови поставили перед освітянами нові цілі. Перехід суспільства на інформаційний (постіндустріальний) етап розвитку потребував створення школи нового типу. Виникають гімназії та ліцеї. 2003 р. Зміївська середня загальноосвітня школа №1 І–ІІІ ступенів була реорганізована у ліцей №1 міста Змієва.
За роки існування ліцею значно покращилася його матеріальна база. Устатковано власну котельню. Придбано нові комп’ютерні класи, проведено капітальний ремонт приміщення та комунікацій.
Якісно підвищився рівень педагогічних кадрів навчального закладу. Так на 18 березня 2011 р. у ліцеї працювали 5 вчителів-методистів: Валентина Григорівна Сердюченко, Світлана Петрівна Вовк, Ольга Вікторівна Коршунова, Валентина Станіславівна Лапченко, Валентина Миколаївна Тимошенко. Званням «Відмінник освіти» нагородженні 11 учителів: С. П. Вовк, Світлана Василівна Хохітва, Ганна Степанівна Немченко, Ольга Вікторівна Краснокутська, В. Г. Сердюченко, Світлана Іванівна Овчиннікова, Тетяна Леонідівна Клименко, В. В. Комишанченко, Лідія Іванівна Дударєва, Л. В. Діденко, Н. М. Комишанченко. 24 працівника мали звання «Старший вчитель».
Все вищезазначене дозволяє ліцеїстам здобувати впевнені перемоги у олімпіадах і конкурсах й сміливо крокувати нелегким шляхом наукового пізнання. З року в рік учні ліцею отримують золоті та срібні медалі.
29 серпня 2006 р. у залі Харківського академічного театру опери та балету ім. М. В. Лисенка пройшов урочистий концерт, присвячений Дню працівника освіти, і відбулося нагородження переможців обласного конкурсу «Школа року-2006». Для керівництва ліцею це була неабияка подія, адже саме наш навчальний заклад став абсолютним переможцем конкурсу.
На базі ліцею щорічно проводяться конференції комітету районної організації профспілок працівників освіти і науки, пред-метні олімпіади, районні активи, зустрічі шкільних друзів. Наприклад, 5 січня 2011 р. відбулася зустріч у формі прес-конференції на тему «Майбутнє залежить від нас», 50-ти обдарованих учнів ліцеїв, гімназій та загальноосвітніх шкіл Зміївщини з головою рай-держадміністрації Є. В. Мураєвим.
2009 р. ліцей №1 міста Змієва увійшов до рейтингу провідних освітніх закладів країни «Флагман освіти і науки України».

### Зміївський ліцей №1 ім. З. К. Слюсаренка
2010 р., напередодні дня Перемоги, Зміївською районною ра-дою було прийнято рішення про перейменування ліцею з поверненням найменування на честь З. К. Слюсаренка. Відтоді він має назву Зміївський ліцей №1 імені двічі Героя Радянського Союзу З. К. Слюсаренка Зміївської районної ради Хрківської області (скорочено – Зміївський ліцей №1 ім. З. К. Слюсаренка).
Майже щорічно педагогічні працівники ліцею беруть участь у Всеукраїнському конкурсі «Учитель року». З 1 по 17 грудня 2010 р. в Зміївському районі проводився І (районний) тур «Учитель року – 2011». Зміївський ліцей представляла учитель початкових класів Юлія Миколаївна Буряк. 
21 лютого 2012 р. в Харківській академії неперервної освіти відбулося спільне засідання оргкомітету та журі II (обласного) туру Всеукраїнського конкурсу «Учитель року – 2012», на якому було підбито підсумки та визначено переможців і лауреатів обласного туру. У номінації «Іноземна мова» перемогу здобула учитель англійської мови Зміївського ліцею №1 В. М. Тимошенко.
15 березня 2013 р. в Зміївському ліцеї №1 відбулось урочисте Нагородження десяти вчителів району, які брали участь у Всеукраїнському конкурсі «Учитель року – 2013». У залі були присутні керівники, голови профспілкових комітетів та представники тру-дових колективів усіх начальних закладів району. Окремо привіта-ли вчителя інформатики Зміївського ліцею №1 О. В. Коршунову, яка пройшла три етапи обласного туру в номінації «Інформатика» і представлена для участі в III (заключному) турі Всеукраїнського конкурсу «Учитель року – 2013». 28 серпня в ході обласної педагогічної конференції голова Харківської облдержадміністрації М. М. Добкін привітав переможців обласного туру і вручив їм пам’ятні знаки та цінні подарунки. Урочиста церемонія нагородження заключного туру Всеукраїнського конкурсу «Учитель року – 2013» у номінації «Інформатика» відбулась 19 квітня 2013 р. в Краснограді. О. В. Коршунова отримала почесне звання лауреата. Переможцю та лауреатам конкурсу були вручені дипломи, сертифікати на грошову винагороду та цінні подарунки.
24 лютого 2015 р. в приміщенні Зміївського центру дитячої та юнацької творчості відбулося урочисте вшанування лауреатів І (районного) та ІІ (обласного) етапів конкурсу «Учитель року – 2015». У номінації «Українська мова та література» Зміївський ліцей №1 представляла Ірина Володимирівна Кришталь.
27 лютого 2018 р. в Зміївському ліцеї №1 відбулось урочисте нагородження учасників І (районного) та ІІ (обласного) турів Всеукраїнського конкурсу «Учитель року – 2018». Грамоти та пам’ятні подарунки відділу освіти та райкому працівників освіти та науки отримали всі учасники I та II турів конкурсу. Серед них учитель ліцею Ольга Олександрівна Запрій у номінації «Українська мова та література».
3 жовтня 2018 р. в Харківському національному академічному театрі опери та балету ім. М. В. Лисенка відбувся святковий захід для вчителів Харківської області. За вагомий особистий внесок у реалізацію завдань сучасної державної політики в галузі освіти, сумлінну працю, високий рівень професійної майстерності та з нагоди Дня працівників освіти директор ліцею Л. І. Дударєва була нагороджена нагрудним знаком Міністерства освіти і науки України «Василь Сухомлинський»..

## Музейний комплекс
14 травня 1966 року у Зміївській загальноосвітній школі №1 було відкрито історико-краєзнавчий музей (наказ Міністерства освіти УРСР №39). Початкова кількість експонатів становила 260 одиниць зберігання. 5 листопада 1966 р. було відкрито відділ бойової та трудової слави. При музеї працював гурток «Червоні слідопити». Головна увага на той час приділялася вивченню подій революцій 1917 року та Громадянської війни 1917–1921 років, біографіям ветеранів Робітничо-Селянської Червоної Армії. Пізніше дослідницькі інтереси працівників музею та школярів перейшли до вивчення подій Великої Вітчизняної війни 1941–1945 років і біографій її учасників.
Ініціатором створення музею у Зміївській першій була Оксана Сидорівна (Ісидорівна) Журко (пенсіонер, колишня учитель біології та завуч, заступник голови ради музею, за дорученням парторганізації відповідальна за створення музею). Велику роль у його створенні та розробці експозицій прийняли Георгій Георгійович Єрьомін (учитель географії), Юлія Михайлівна Черепова (пенсіонерка, секретар ради музею), Микола Карпович Богдан (учитель історії, заступник директора школи з виховної роботи), Семен Давидович Левін (учитель історії, голова ради музею), Федір Павлович Фединський (пенсіонер, автор ряду статей про Громадянську війну 1917–1921 рр.), Людмила Петрівна Цимбаліста (класний керівник 8-А у 1968 р. – найбільш активного у створенні музею).
1991 року за ініціативи Георгія Георгійовича Єрьоміна у місті Змієві було створено Зміївський краєзнавчий музей. Більшу частину матеріалів та фондів шкільного музею було передано новоствореній установі. Тому школярі-пошуковці та працівники музею активізують роботу по збору та обробці нових матеріалів: документів, (авто)біографій відомих зміївчан, фотографій міста та району. У першій половині 1980-х років створено етнографічний куточок, пізніше – музей хліба (наказ Харківського обласного відділу народної освіти №785 від 7 липня 1988 р. 27 серпня 1996 року музей було перереєстровано як історико-краєзнавчий музей Зміївської загальноосвітньої середньої школи №1 (реєстраційний №498). 2000 року було створено художню галерею. У листопаді 2008 р. за ініціативи учителя початкових класів Тетяни Вікторівни Титаренко було відкрито музей дитячої іграшки. Чергова перереєстрація музейної установи відбулася 20 листопада 2001 року. 8 листопада 2011 року, у зв’язку зі 140-річчям навчального закладу (який на цей час вже мав назву Зміївський ліцей №1 імені двічі Героя Радянського Союзу З. К. Слюсаренка), історико-краєзнавчий музей було реорганізовано у музейний комплекс Зміївського ліцею №1 імені З. К. Слюсаренка і отримав сучасну структуру: відділ історії навчального закладу, архівний відділ, художній відділ, музей іграшки, історико-краєзнавчий відділ, відділ географічного краєзнавства та екології.
За роки існування музейного комплексу його відвідали гості з Чехії, Росії, Азербайджану, Китаю. Щороку проводяться екскурсії для учнів ліцею та інших навчальних закладів, ветеранів війни та праці, гостей району та області. Ведеться науково-пошукова і краєзнавча робота.

## Заслужені учителі
Федір Іванович Заровний (1921–2014) — директор школи у 1959–1964. Учасник Великої Вітчизняної війни. Брав участь у Параді Перемоги у Москві 24 червня 1945 р. та 9 травня 2005 р. Нагороджений орденами Вітчизняної війни ІІ ступеня, Трудового Червоного Прапора, Богдана Хмельницького ІІІ ступеня, багатьма медалями. Один із зачинателів ветеранського руху у Зміївському районі. Відмінник народної освіти України, Почесний громадянин Зміївського району.

## Відомі випускники

### Науковці

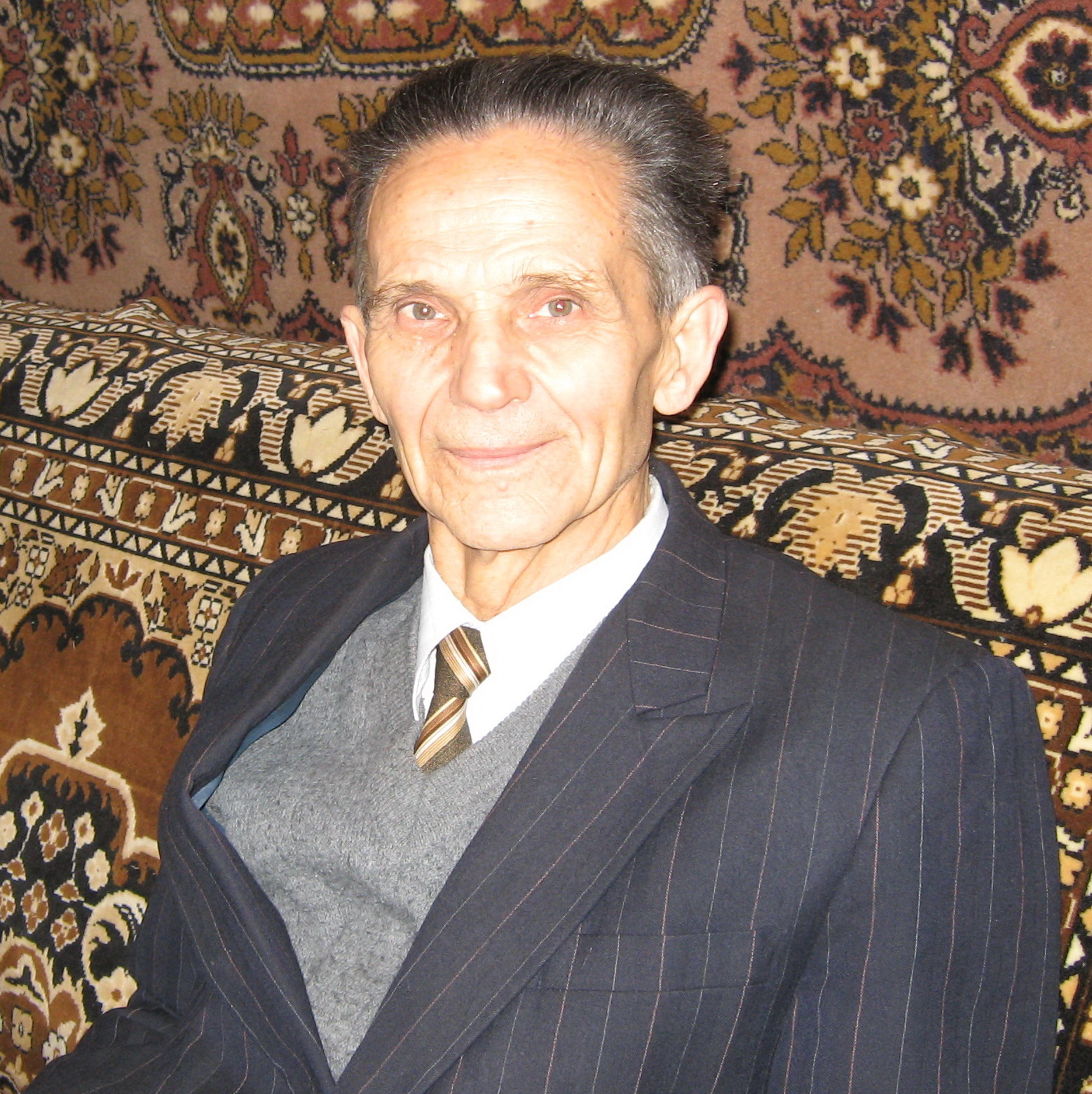
Олекса Чугуй

- Сисоєв Ігор Андрійович (1927 рік випуску) — доктор воєнно-морських наук, професор, контр-адмірал;
- Сільченко Петро Степанович (1927 рік випуску) — кандидат технічних наук, професор;
- Степанов Ювеналій Васильович (1938 рік випуску) — доктор технічних наук, професор, Заслужений діяч науки і техніки Української РСР;
- Дорошенко Сергій Іванович (1940 рік випуску) — доктор філологічних наук, професор, Заслужений діяч науки;
- Тимченко Віктор Данилович (1940 рік випуску) — кандидат філологічних наук, професор;
- Погребна (Бєліченко) Лідія Іванівна (1947 рік випуску) — кандидат медичних наук, професор;
- Бреславець (Зубильна) Валентина Іванівна (1947 рік випуску) — кандидат медичних наук, старший викладач;
- Гуляєва (Титаренко) Ніна Іванівна (1948 рік випуску) — кандидат хімічних наук, професор;
- Чугуй Олекса Прокопович (1953 рік випуску) — кандидат філологічних наук, доцент;
- Білодід Валентина Борисівна (1957 рік випуску) — доктор педагогічних наук, професор;
- Гриньова (Назарченко) Людмила Георгіївна (1957 рік випуску) — кандидат хімічних наук, старший науковий співробітник;
- Багацький Михайло Іванович[52][53] (1957 рік випуску) — доктор фізико-математичних наук, провідний науковий співробітник;
- Моторіна (Аврамчук) Валентина Григорівна (1958 рік випуску) — доктор педагогічних наук, професор;
- Бондаренко Михайло Іванович[54] (1963 рік випуску) — доктор філософії у галузі економіки, професор, член-кореспондент Академії економічних наук України, Почесний доктор Міжнародної кадрової академії, заслужений економіст України, відмінник народної освіти України, ректор Харківського інституту бізнесу і менеджменту;
- Волковий Валерій Аркадійович[55] (1966 рік випуску) — доктор медичних наук, професор;
- Пушкарьов Євген Олександрович (1966 рік випуску) — кандидат фізико-математичних наук, професор;
- Тимченко Микола Олександрович (1967 рік випуску) — кандидат технічних наук, доцент;
- Кошовий Микола Дмитрович[56] (1969 рік випуску) — доктор технічних наук, професор;
- Мудрова (Мураєва) Ольга Олексіївна[57] (1969 рік випуску) — кандидат хімічних наук, професор;
- Мороз Ольга Григорівна (1975 рік випуску) — кандидат медичних наук, професор;
- Богдан Володимир Миколайович (1978 рік випуску) — доктор медичних наук, провідний хірург інституту невідкладної хірургії;
- Штефан Людмила Андріївна[58] (1978 рік випуску) — доктор педагогічних наук, профессор;
- Кочура Володимир Олександрович (1979 рік випуску) — кандидат технічних наук, головний науковий співробітник;
- Галій Алла Іванівна (1983 рік випуску) —  кандидат біологічних наук, доцент;
- Марценюк (Котвіцька) Алла Анатоліївна[59] (1989 рік випуску) — доктор медичних наук, професор, ректор Національного фармацевтичного університету;
- Мисенко Оксана Володимирівна (1990 рік випуску) — кандидат психологічних наук, доцент;
- Майстро Сергій Вікторович (1990 рік випуску) — доктор наук з державного управління, кандидат економічних наук, професор;
- Васильченко Ірина Володимирівна (1991 рік випуску) — кандидат медичних наук, провідний спеціаліст у області комп’ютерної діагностики;
- Верещагіна Лілія Василівна (1991 рік випуску) — кандидат філологічних наук, доцент;
- Мисенко (Кринська) Наталія Володимирівна (1992 рік випуску) — кандидат філологічних наук, доцент;
- Чередніченко Ольга Анатлоліївна (1996 рік випуску) — кандидат філологічних наук, доцент;
- Степаненко Віктор Михайлович[60][61] (1998 рік випуску) — кандидат фізико-математичних наук, старший науковий співробітник;
- Карпенко Наталія Анатоліївна (2004 рік випуску) — кандидат філологічних наук, доцент[62][63].

### Кіноактори,моделі та музиканти

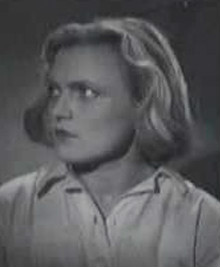
Людмила Мстиславівна Іванова

Серед випускників навчального закладу
Кирило Блідий (справжнє ім‘я — Кирилл Тимошенко) — фронтмен гурту «Пошлая Молли».
```
Олеся Іванова
 (справжн'є ім'я — Людмила Мстиславівна Іванова), яка народилася 25 січня 1925 року в м. Мерефа Зміївського району Харківської області УСРР. Пізніше з родиною переїхала до Змієва, да проживала і навчалася до 1941 року
[
64
]
.
```

Нартай Мажитович Бегалін (14 апреля 1951 — 8 ноября 1993) — радянський та російський кіноактор, каскадер. Син Людмили Мстиславівни Іванової та Мажита Сапаргалійовича Бегаліна.
Діана Русланівна Гаркуша (1994 року народження). Українська модель, зайняла І місце на Всеукраїнському конкурсі краси «Міс Україна — Всесвіт 2014». Посіла ІІІ місце (в оригіналі — 2nd Runner-Up) на конкурсі «Міс Всесвіт-2014».

## Партнерські зв'язки
Офіційним партнером Зміївського ліцею №1 ім. З. К. Слюсаренка є Національний фармацевтичний університет.
25 квітня 2018 р. рішенням Вченої ради Національного фармацевтичного університету була запроваджена щорічна Премія ректора НфаУ найкращим ліцеїстам.
19 жовтня 2018 р. посвята у ліцеїсти учнів 10 класів Зміївського ліцею №1 ім. З. К. Слюсаренка відбулася у рамках урочистого візиту до цього вишу.